# Skarðsfell (berg)
Skarðsfell är ett berg i republiken Island. Det ligger i regionen Västfjordarna, 180 km norr om huvudstaden Reykjavík. Toppen på Skarðsfell är 676 meter över havet.
Trakten runt Skarðsfell är nära nog obefolkad, med mindre än två invånare per kvadratkilometer. Närmaste större samhälle är Tálknafjörður, omkring 17 kilometer väster om Skarðsfell. Trakten runt Skarðsfell består i huvudsak av gräsmarker.